# 499 (película)
499 es una película híbrida documental mexicano-estadounidense de 2020 dirigida por Rodrigo Reyes. La película es una exploración creativa del legado del colonialismo en el México contemporáneo, 500 años después de la conquista española del Imperio Azteca. La película tuvo su estreno internacional en el Festival de Cine de Tribeca 2020, donde ganó el premio a la mejor fotografía en la competencia de documentales, además de ganar el Premio Especial del Jurado en Hot Docs el mismo año. También ganó el premio EnergaCAMERIMAGE Golden Frog al mejor docudrama.
Ha recibido el apoyo de varias organizaciones, entre ellas Sundance Institute, Tribeca Film Institute, y el Instituto Mexicano de Cine.

## Sinopsis
Mezclando elementos ficticios y no ficticios, la película explora el legado del colonialismo en el México contemporáneo, casi quinientos años después de que Hernán Cortés conquistara el Imperio Azteca.

## Lanzamiento
Se proyectó en muchos festivales de cine, incluido el Festival de Cine de Tribeca en 2020.
- Festival Internacional de Documentales Canadienses Hot Docs[10]
- Festival Internacional de Cine de Morelia[11]
- Festival Internacional de Cine de Portland[12]
- Festival Internacional de Cine de Sofía[13]
- Festival Internacional de Cine Documental de Ámsterdam[14]
- Festival Internacional de Cine del Arte de la Cinematografía Camerimage[6]

## Recepción
El director Jim Jarmusch escribió sobre la película: "Rodrigo Reyes ha creado una película fuerte, hermosa e inquietante que parece ocupar un género propio... 499 entrelaza hábilmente la brutalidad con la tierna belleza y la dura realidad con el reino de los sueños".
En Rotten Tomatoes, la película tiene un índice de aprobación del 83% basado en 18 reseñas, con una calificación promedio de 7.9/10. Bobby LePire de Film Threat la llama "una película fascinante anclada en una actuación confiable de Eduardo San Juan Breña".
El crítico Carlos Aguilar reflexiona sobre la película como "un logro verdaderamente brillante de narración poco convencional, forma y tema se fusionan para abrir un portal donde la historia de los libros de texto se convierte en una entidad activa y choca con el presente para una exploración con visión de futuro".